# Scatternet
Scatternet ali razpršeno omrežje je povezava največ 80 naprav vrste bluetooth v eno omrežje. Pri tem je v scatternet lahko povezanih največ 10 piconetov. Ena naprava je lahko podrejena (slave) v več piconetih, lahko pa je v enem piconetu podrejena, v drugem pa nadrejena (master). Ena naprava ne more biti hkrati nadrejena v več piconetih.